# William Alfred Fowler
William Alfred "Willy" Fowler (9.8.1911 –14.3.1995) là nhà vật lý thiên văn người Mỹ đã đoạt Giải Nobel Vật lý năm 1983 (chung với Subrahmanyan Chandrasekhar).

## Cuộc đời và Sự nghiệp
Sinh tại Pittsburgh, Pennsylvania, Fowler theo gia đình di chuyển về cư ngụ ở Lima, Ohio lúc lên 2 tuổi. Ông đậu bằng cử nhân ở Đại học bang Ohio năm 1933, sau đó học tiếp ở Học viện Công nghệ California và đậu bằng tiến sĩ vật lý hạt nhân năm 1936. Bài khảo cứu khoa học của ông Synthesis of the Elements in Stars (Reviews of Modern Physics, vol. 29, Issue 4, pp. 547–650), viết chung với E. Margaret Burbidge, Geoffrey Burbidge và Fred Hoyle, được xuất bản năm 1957. Tác phẩm này thường được gọi là B²FH.
Fowler kế vị Charles Lauritsen làm giám đốc Phòng thí nghiệm bức xạ Kellogg ở Học viện Công nghệ California, và sau này ông được Steven E. Koonin kế vị.
Là một người yêu thích các đầu máy xe lửa chạy bằng hơi nước, ông sưu tập được nhiều mẫu các kích thước đầu máy xe lửa chạy bằng hơi nước khác nhau. Ngày sinh nhật thứ 60, ông đã nhận món quà là mô hình đầu máy xe lửa chạy bằng hơi nước do các đồng nghiệp và sinh viên cũ tặng. Ông qua đời ở Pasadena, California.

## Giải thưởng và Vinh dự
- 1963: Henry Norris Russell Lectureship của Hội Thiên văn học Hoa Kỳ
- 1973: Giải Vetlesen
- 1974: Giải thưởng Nhà nước về Khoa học, Hoa Kỳ
- 1978: Huy chương Eddington
- 1979: Huy chương Bruce
- 1983: Giải Nobel Vật lý cho các nghiên cứu lý thuyết và thực nghiệm của ông về các phản ứng hạt nhân có tầm quan trọng trong sự hình thành các nguyên tố hóa học trong vũ trụ.

## Xuất bản phẩm
- Burbidge, G., Burbidge, E. M., Fowler, W. A., và Hoyle, F., "Synthesis of the Elements in Stars," Reviews of Modern Physics, 29(4), 547-650, 1957.
- Fowler, W. A., "Temperature and Density Conditions for Nucleogenesis by Fusion Processes in Stars", W. K. Kellogg Radiation Laboratory at the California Institute of Technology, United States Department of Energy (through predecessor agency the United States Atomic Energy Commission, (June 1958).
- Seeger, P. A.& W. A. Fowler. "Integrated Flux Distributions in Neutron Capture in Stars", Los Alamos National Laboratory (through predecessor the Los Alamos Scientific Laboratory), California Institute of Technology, United States Department of Energy (through predecessor agency the United States Atomic Energy Commission), (ngày 23 tháng 9 năm 1965).
- Colgate, S. A., Audouze, J. & W. A. Fowler. "Helium (3) Rich Solar Flares", Los Alamos National Laboratory (through predecessor the Los Alamos Scientific Laboratory), United States Department of Energy (through predecessor agency the Energy Research and Development Administration), (ngày 3 tháng 5 năm 1977).

### Các cáo phó
- BAAS 27 (1995) 1475
- NYT (1995)
- PASP 108 (1996) 1
- QJRAS 37 (1996) 89